# إيبر لاندو
إيبر لاندو (باللاتفية: Ebers Landaus)‏ هو عالم تشريح لاتيفي، ولد في 8 نوفمبر 1878 في ريزكني في لاتفيا، وتوفي في 30 أكتوبر 1959.